# Hypena allochroalis
Hypena allochroalis là một loài bướm đêm trong họ Erebidae.